# ChiPitts

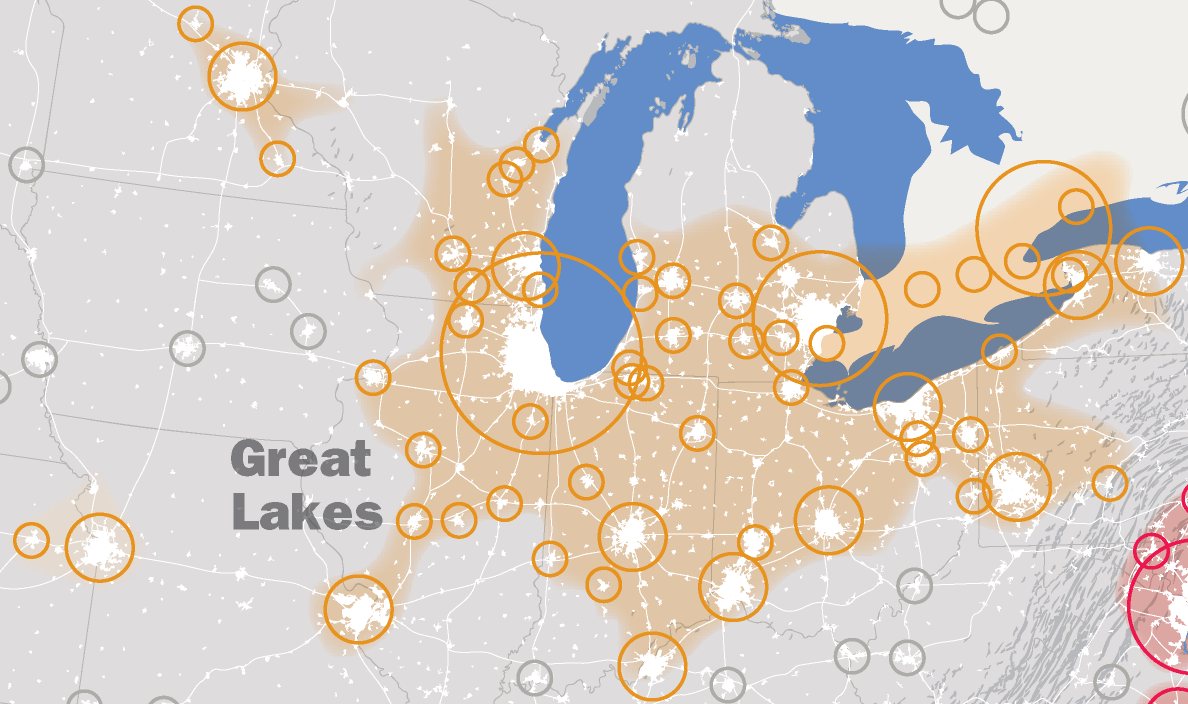
Rappresentazione delle principali aree urbane della regione

ChiPitts è un termine coniato da Herman Kahn e Anthony Wiener nel 1967 per designare la megalopoli dei Grandi Laghi, tra gli Stati Uniti e il Canada. Il nome è composto dalla prima sillaba dei nomi delle città di Chicago e Pittsburgh, che all'incirca ne costituiscono i confini occidentali e orientali. È conosciuta anche come Great Lakes megalopolis.
L'area comprende la regione del Midwest, la zona meridionale dell'Ontario e parti della Pennsylvania e dello stato di New York. Si estende dal corridoio tra Milwaukee e Chicago, passando per il territorio tra Detroit e Toronto, includendo Indianapolis, Grand Rapids, Cincinnati, Columbus, Cleveland, Buffalo e raggiungendo Pittsburgh. La regione mantiene una popolazione stimata di 54 milioni di abitanti nel 2000, e si pensa che possa raggiungere i 63 milioni entro il 2025.

## Città principali

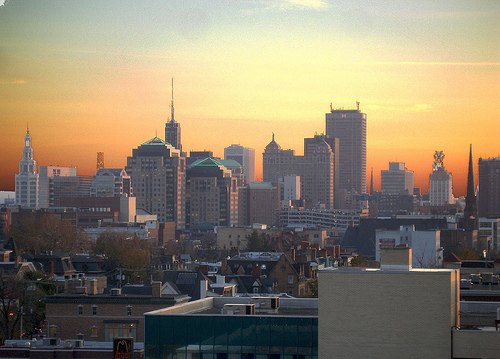
Buffalo
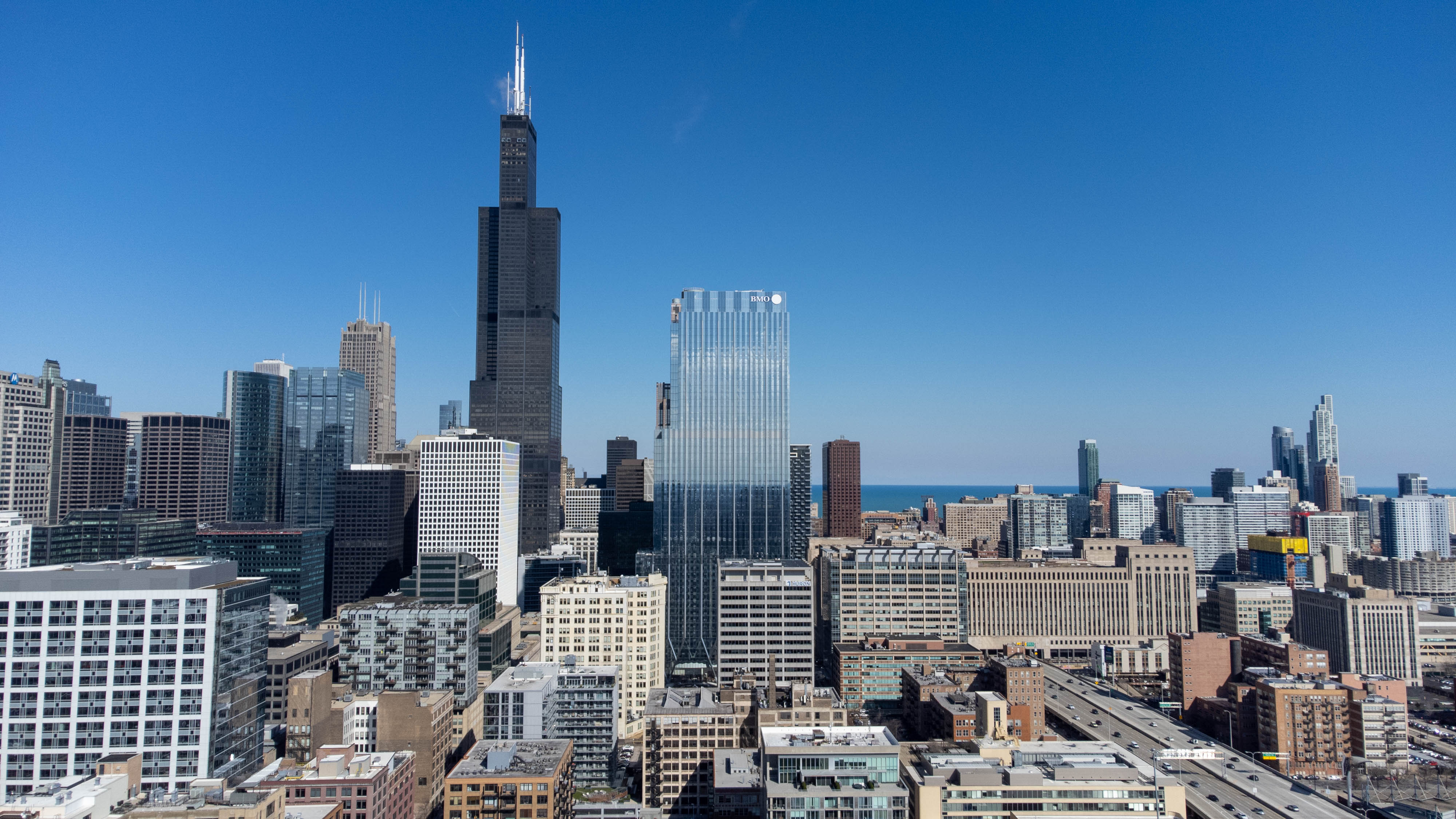
Chicago
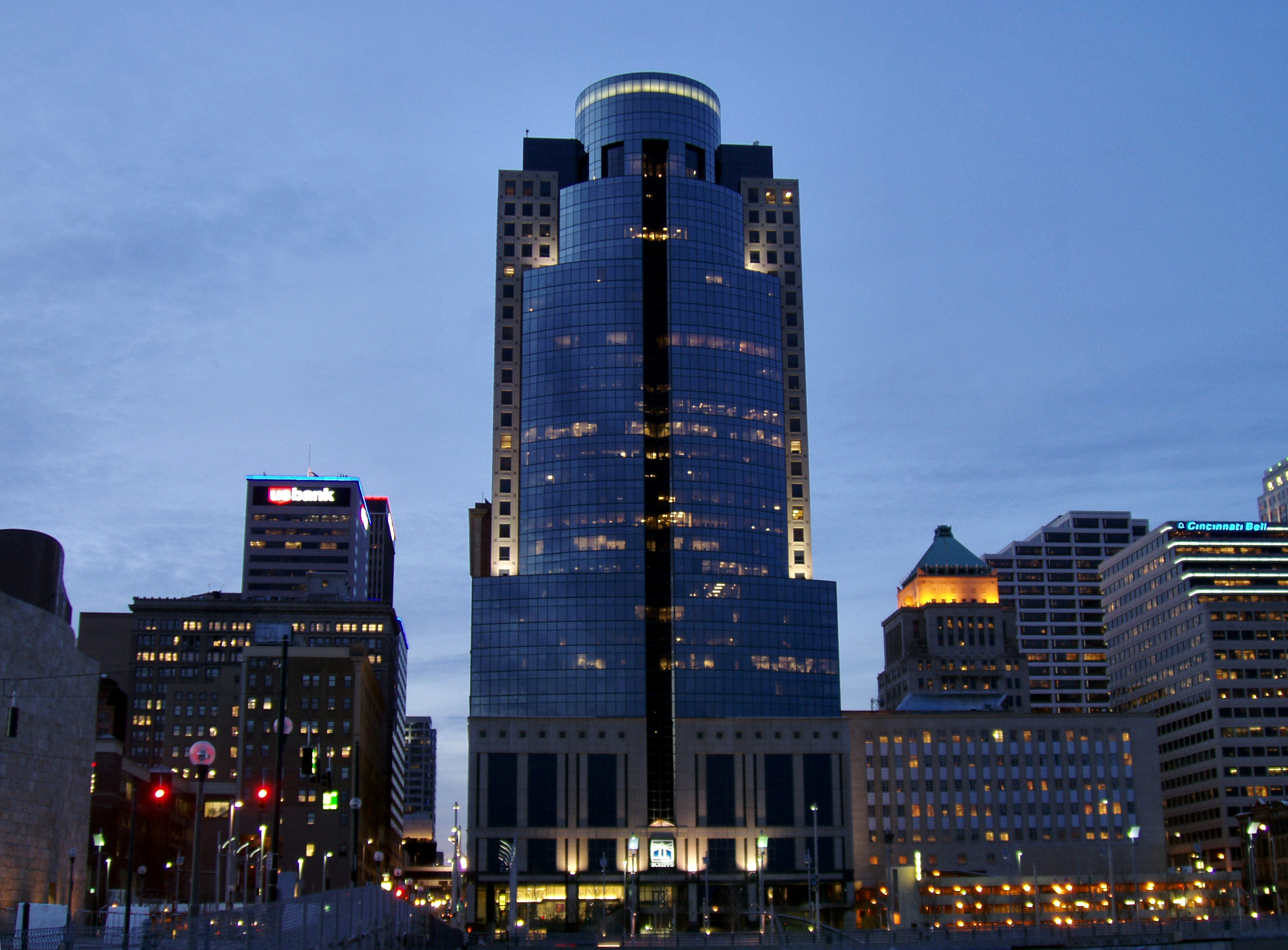
Cincinnati
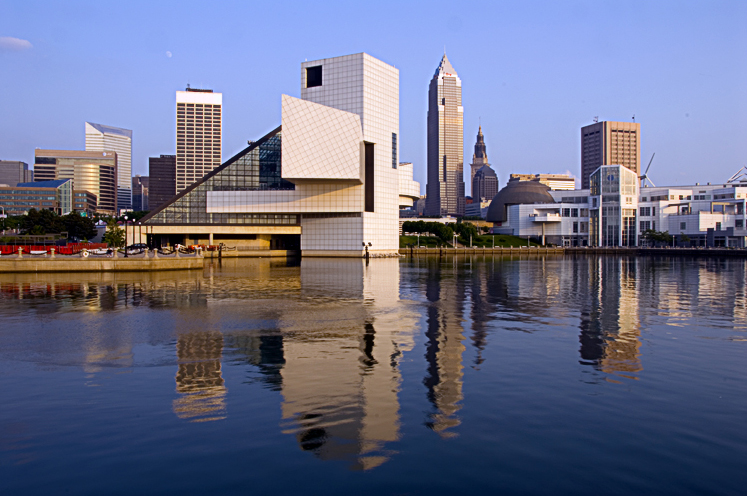
Cleveland
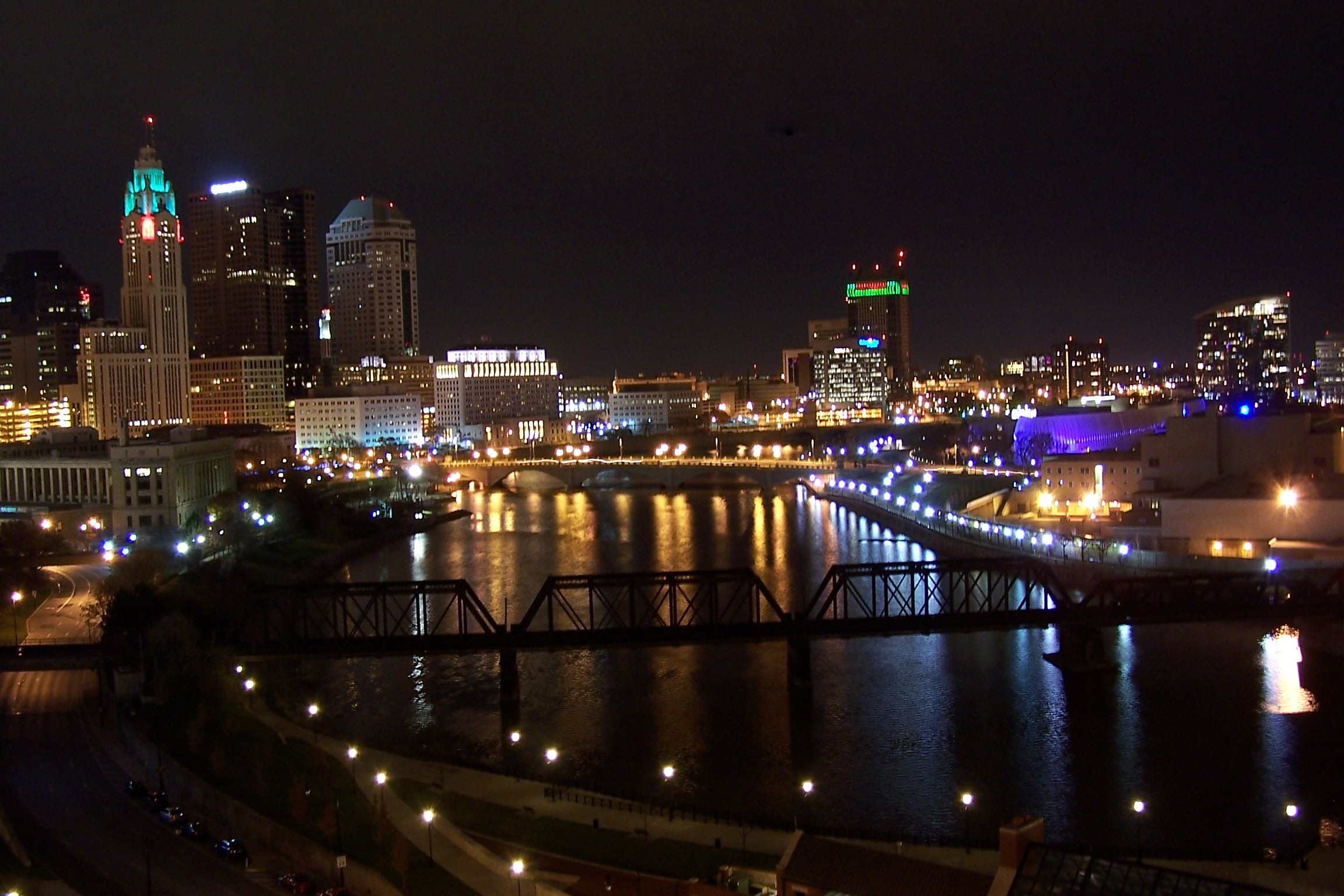
Columbus
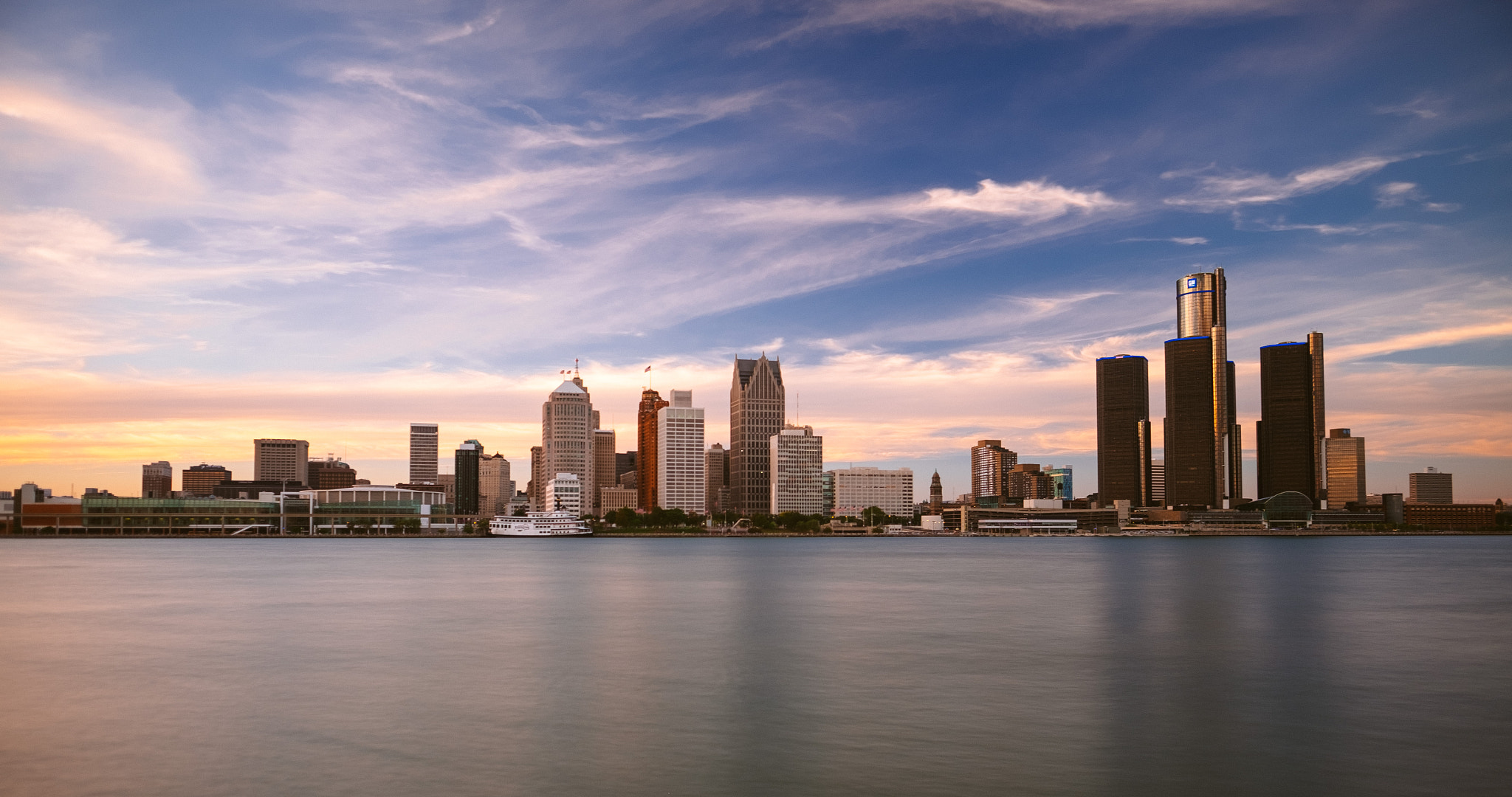
Detroit
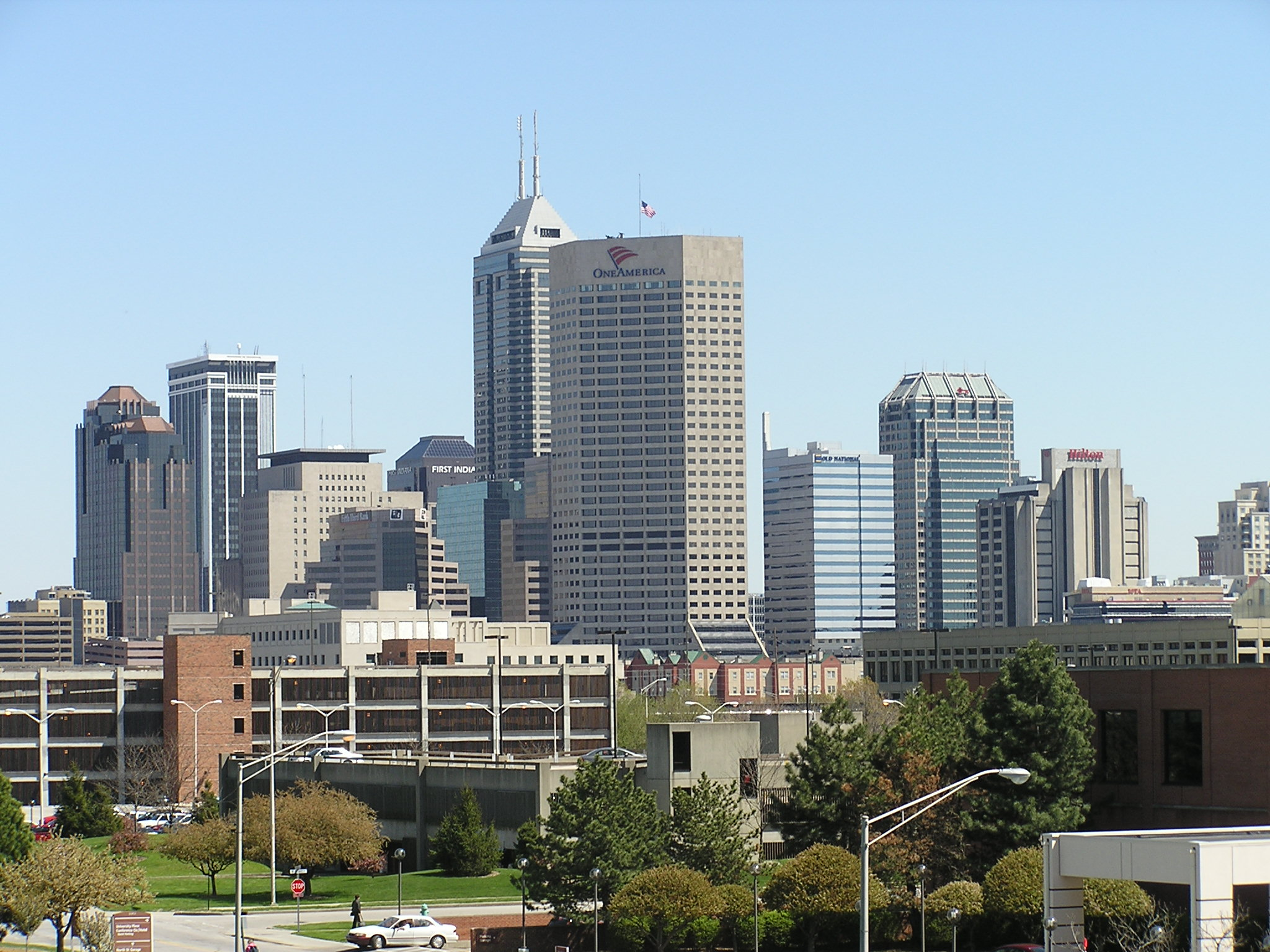
Indianapolis
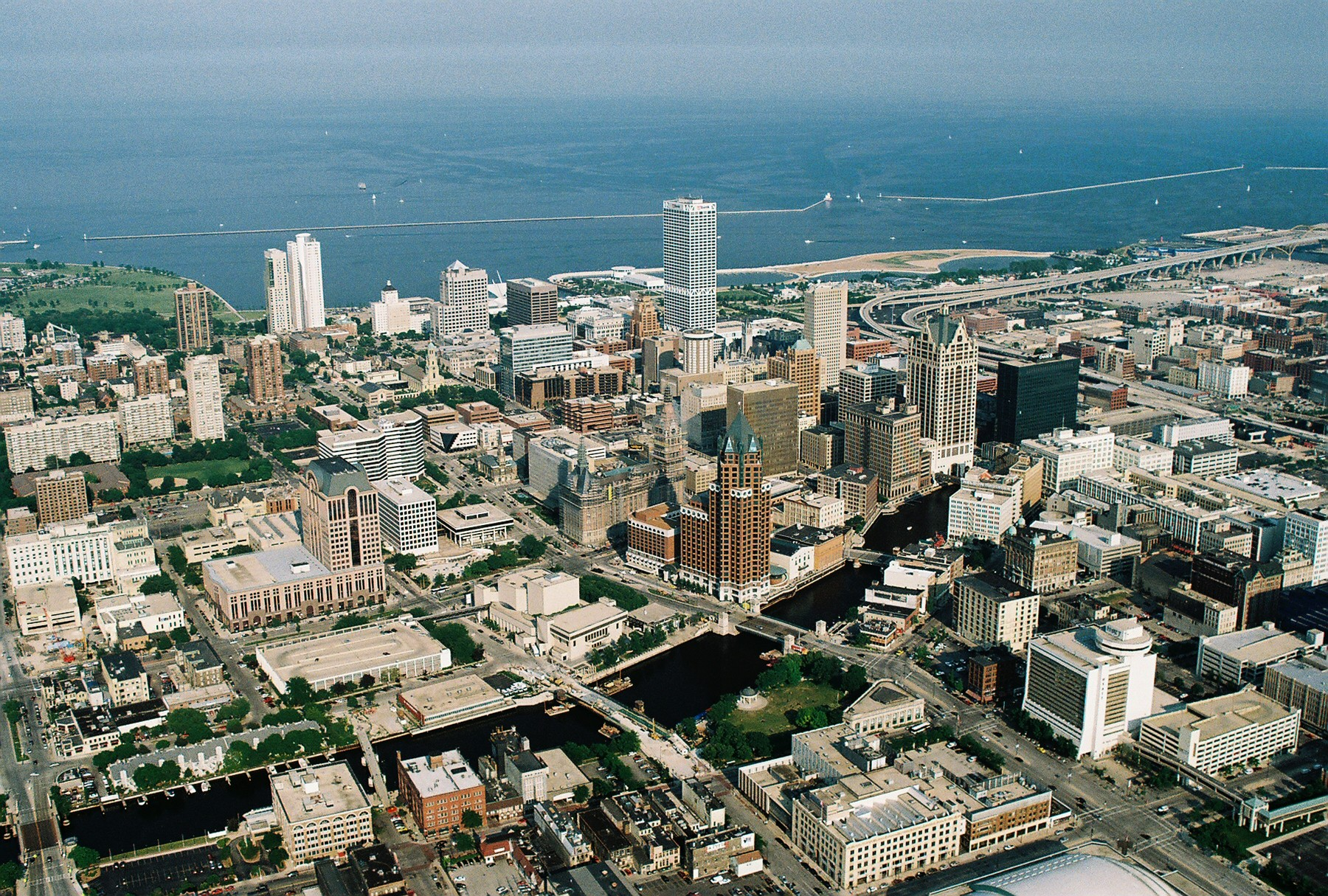
Milwaukee
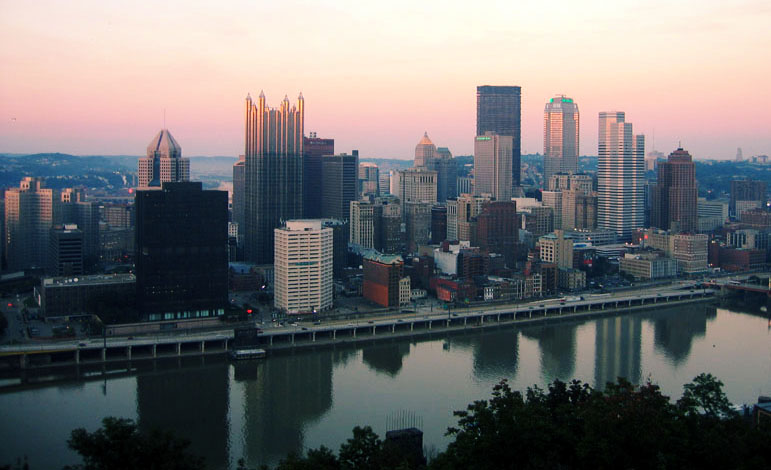
Pittsburgh
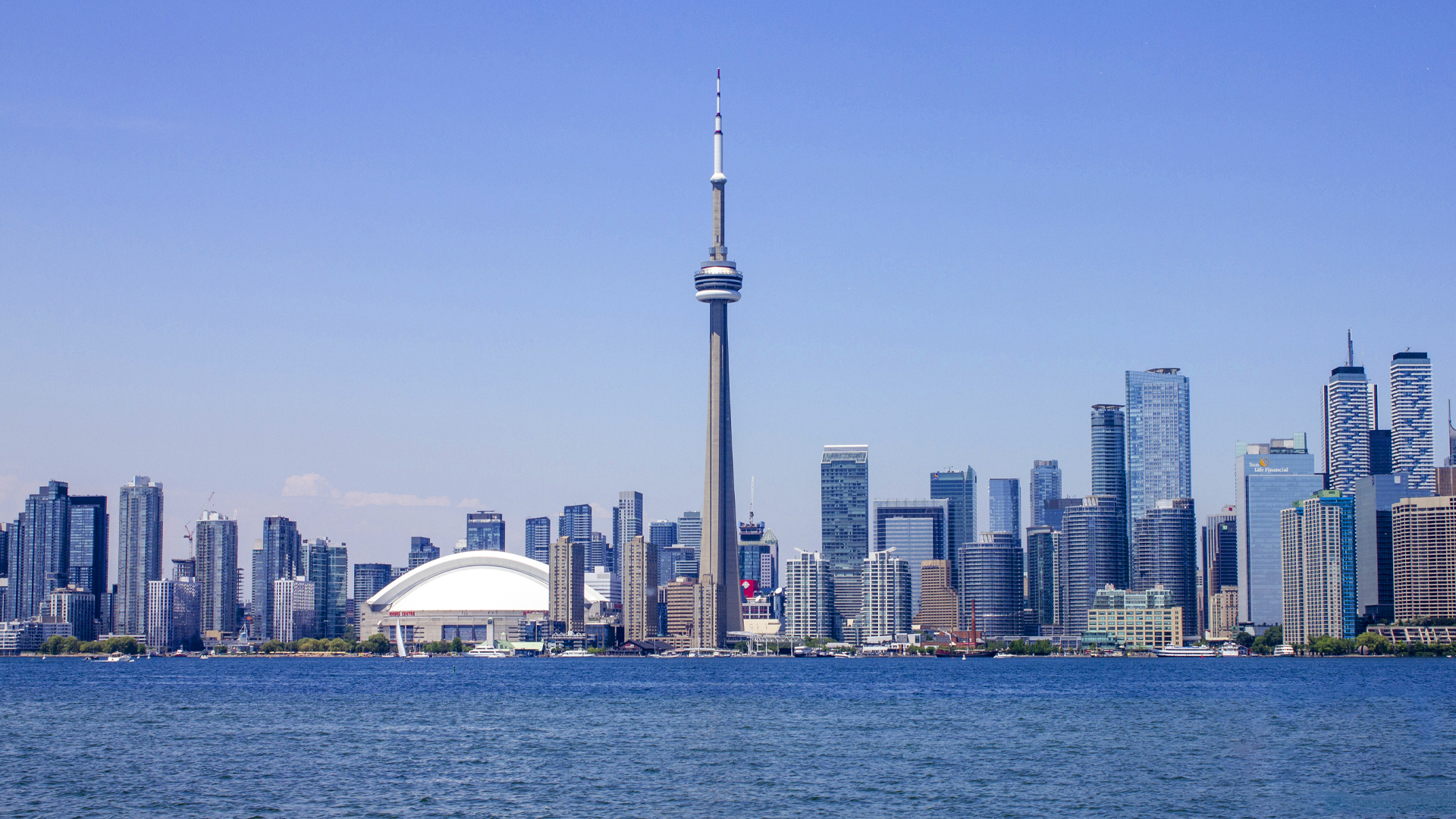
Toronto